# Şamlıgöl
Koordinaten: 36° 33′ 23,9″ N, 34° 10′ 11,5″ O

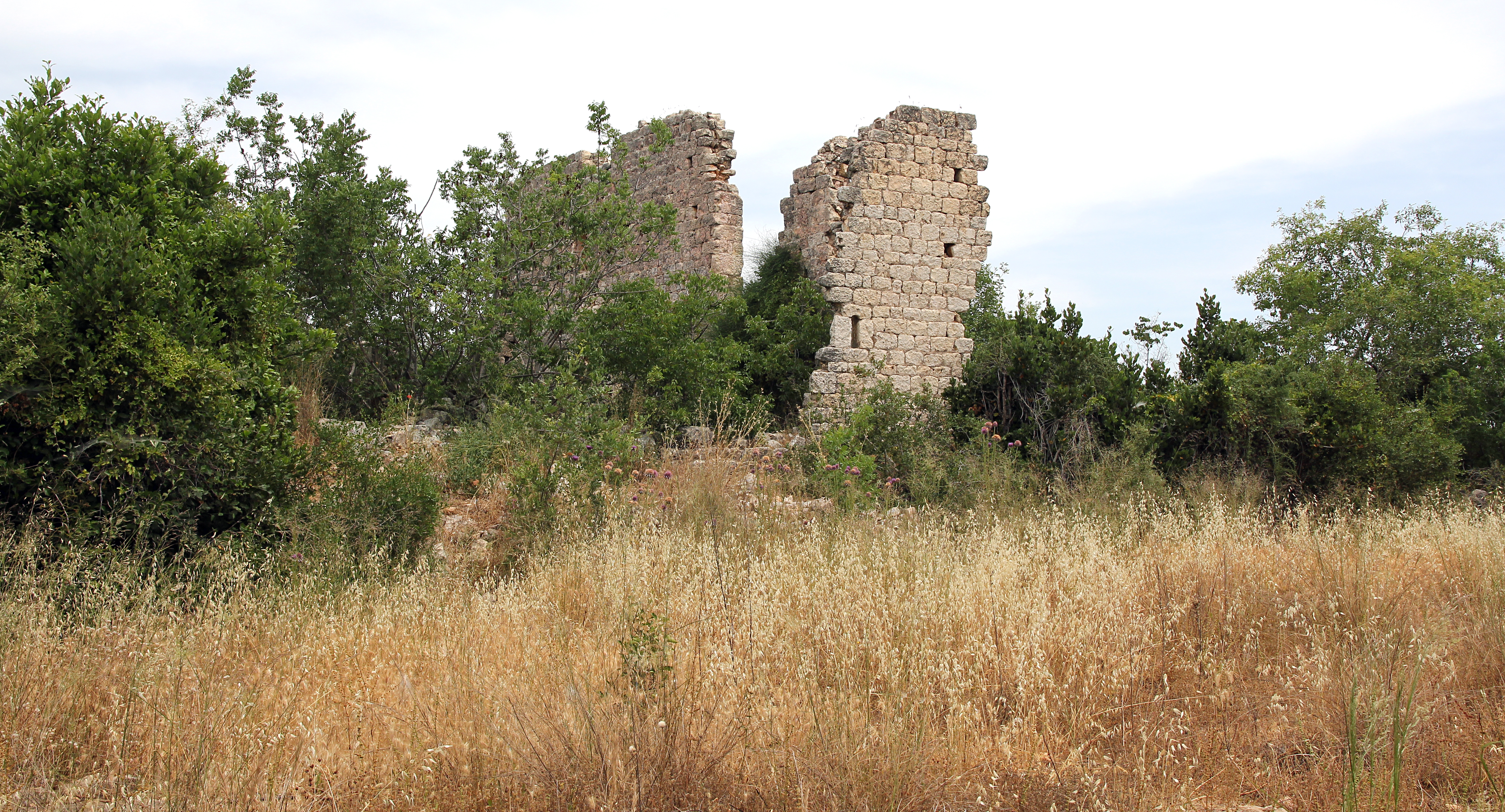
Haus A in Şamlıgöl von Südwesten

Şamlıgöl ist der Name einer Flur im Rauen Kilikien in der Südtürkei. An dem Ort liegen die Ruinen einer Siedlung der römischen Kaiserzeit.

## Lage
Die Reste der Siedlung liegen im Bezirk Erdemli der Provinz Mersin, etwa 14 Kilometer südwestlich des Bezirkszentrums Erdemli und 50 Kilometer westlich der Provinzhauptstadt Mersin. Sie finden sich auf einer durchschnittlichen Höhe von 480 Metern im bergigen Hinterland von Ayaş, dem antiken Elaiussa Sebaste, acht Kilometer vom Mittelmeer entfernt, nahe einer Straße, die von Limonlu, dem antiken Lamos, nach Yanıkhan, Sömek, Cambazlı und weiter nach Uzuncaburç, dem antiken Olba führt. Die antike Straßenanbindung von der Mittelmeerküste bei Lamos bildete eine am westlichen Ufer des Flusses Lamos entlang führende Straße, von der nach etwa fünf Kilometern eine weitere nach Westen abbog, die ungefähr der heutigen Straßenführung entspricht. Sie erreichte Şamlıgöl, von wo sie weiter nach dem einen Kilometer nördlichen Öküzlü verlief. Dort sind noch Reste der antiken Pflasterung erhalten. Eine weitere Wegtrasse führte durch einen Taleinschnitt, der an der Küste bei Akkale beginnt und nach etwa sieben Kilometern Şamlıgöl erreicht. Auch von Kanytelleis existierte vermutlich ein Fußweg nach Şamlıgöl.

## Beschreibung
Etwa 200 Meter südlich der Ruinen liegt der namengebende kreisrunde Tümpel (ein Karsteinbruch), den die heutigen Bewohner Şamlıgöl (Syrischer See) nennen. Er wird heute als Wasserreservoir genutzt. Der Rand des Sees ist künstlich eingefasst und heute unter Plastikplanen verborgen, das Datum dieses Ausbaus ist nicht festzustellen. Nördlich davon finden sich auf einem sanft nach Südosten abfallenden Plateau die Reste von etwa 15 Häusern aus mittelkaiserzeitlich-frühbyzantinischer Zeit. Sie liegen beidseitig einer west-östlich verlaufenden Straße, die demnach mit der antiken Wegführung identisch sein dürfte. Gebäude aus hellenistischer und frührömischer Zeit, die in den meisten Siedlungen des Rauen Kilikiens anzutreffen sind, kommen hier nicht vor. Die Häuser stehen einzeln und sind von Höfen umgeben. Die Christliche Archäologin Ina Eichner leitete im Rahmen eines DAAD-Stipendiums in den Jahren 1998–2000 und 2003 ein Surveyprojekt zur Aufnahme frühbyzantinischer Wohnhäuser in der Türkei und untersuchte dabei besonders ein Haus im Zentrum der Siedlung, das sie als Haus A bezeichnete. Es ist das am besten erhaltene Gebäude des Ortes. Es hat im jetzigen Zustand eine Grundfläche von 112 Quadratmetern. Im Norden schlossen sich noch weitere Räume an, von denen allerdings nur Schutthaufen geblieben sind. Von der Ostfassade ist der größte Teil erhalten. Dort bestand ein Vorbau, möglicherweise eine Portikus, auch der Eingang lag hier. An der Nordwand sind Spuren eines Balkons erkennbar. Im Inneren sind drei Räume noch festzustellen, allerdings weisen Maueranschlüsse auf weitere Räume im Westen hin. Im Erdgeschoss waren neben Wohnräumen auch Wirtschaftsräume untergebracht, das Obergeschoss diente nur Wohnzwecken. Auf Viehhaltung weisen Löcher zum Anbinden von Tieren in der Südwand hin, Ackerbau ist durch die noch erkennbare Terrassierung des umliegenden Geländes nachgewiesen. Dass auch Oliven angebaut wurden, zeigt eine Ölpresse östlich des Hauses. Das Mauerwerk aus Kleinquadern lässt auf eine Datierung in das 5. und 6. Jahrhundert schließen. Eingemeißelte Kreuze in Türstürzen deuten auf christliche Zeit hin, können aber auch nachträglich angebracht worden sein. 
Auch die übrigen Häuser waren mindestens zweigeschossig. Im Erdgeschoss waren sie durch Schlitzfenster, im oberen Stockwerk durch Rechteckfenster beleuchtet. Im Gelände der Siedlung liegen mehrere Zisternen von unterschiedlicher, ober- und unterirdischer Bauweise. In der Nähe des Sees befindet sich ein muslimischer Friedhof mit Plattengräbern, für die zum Teil Spolien aus der antiken Siedlung verwendet wurden.

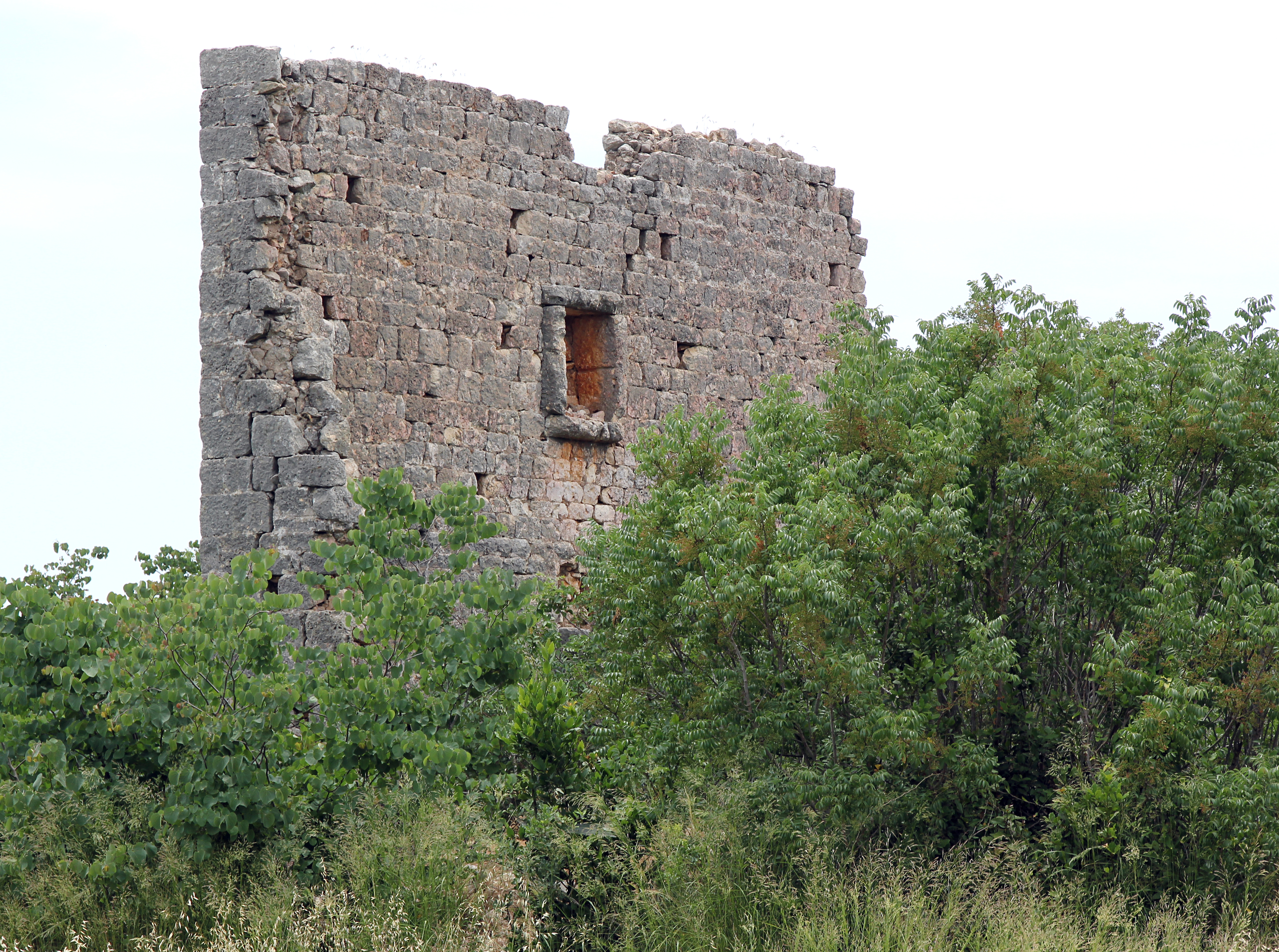
Haus A Ostwand von innen
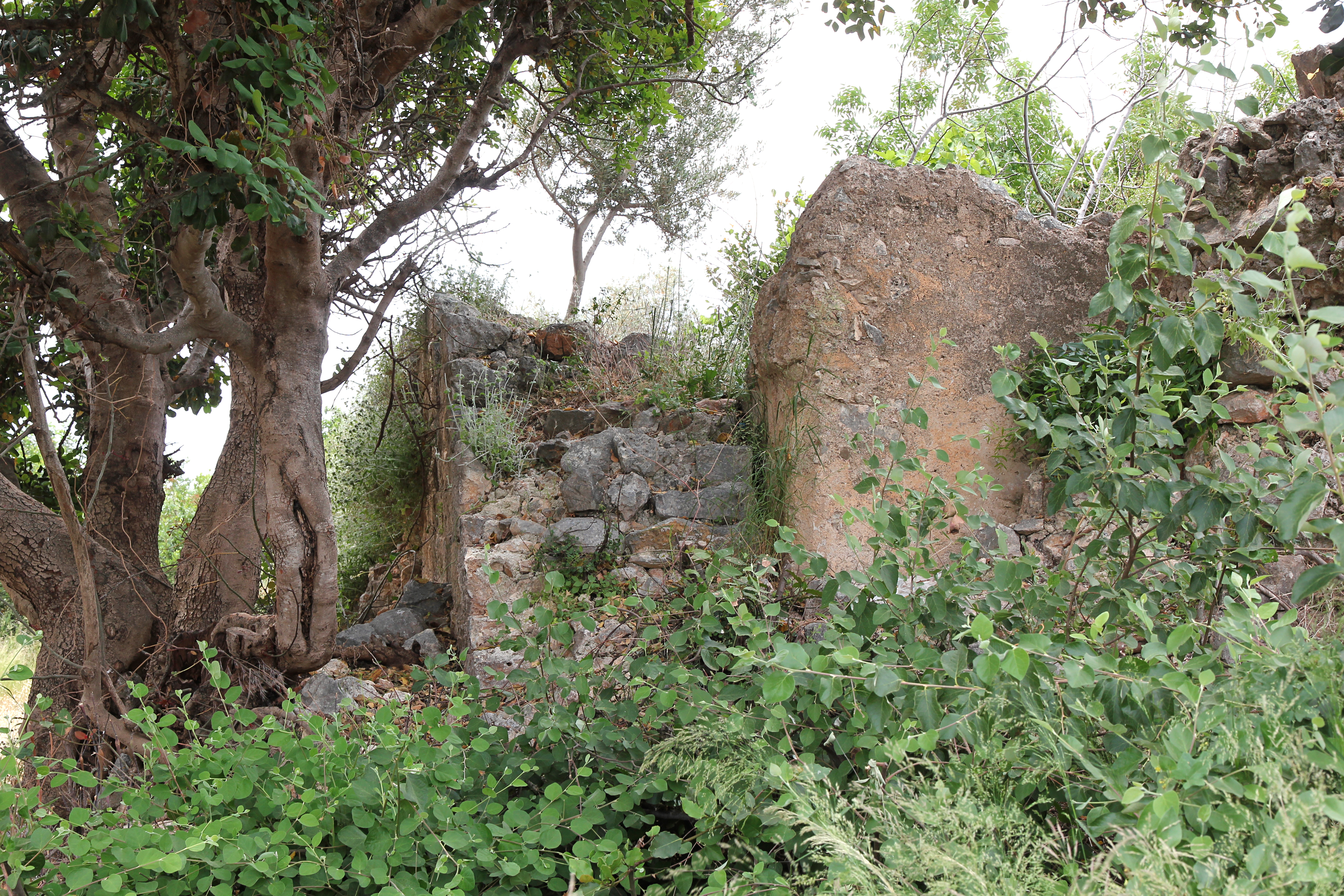
Hausmauern
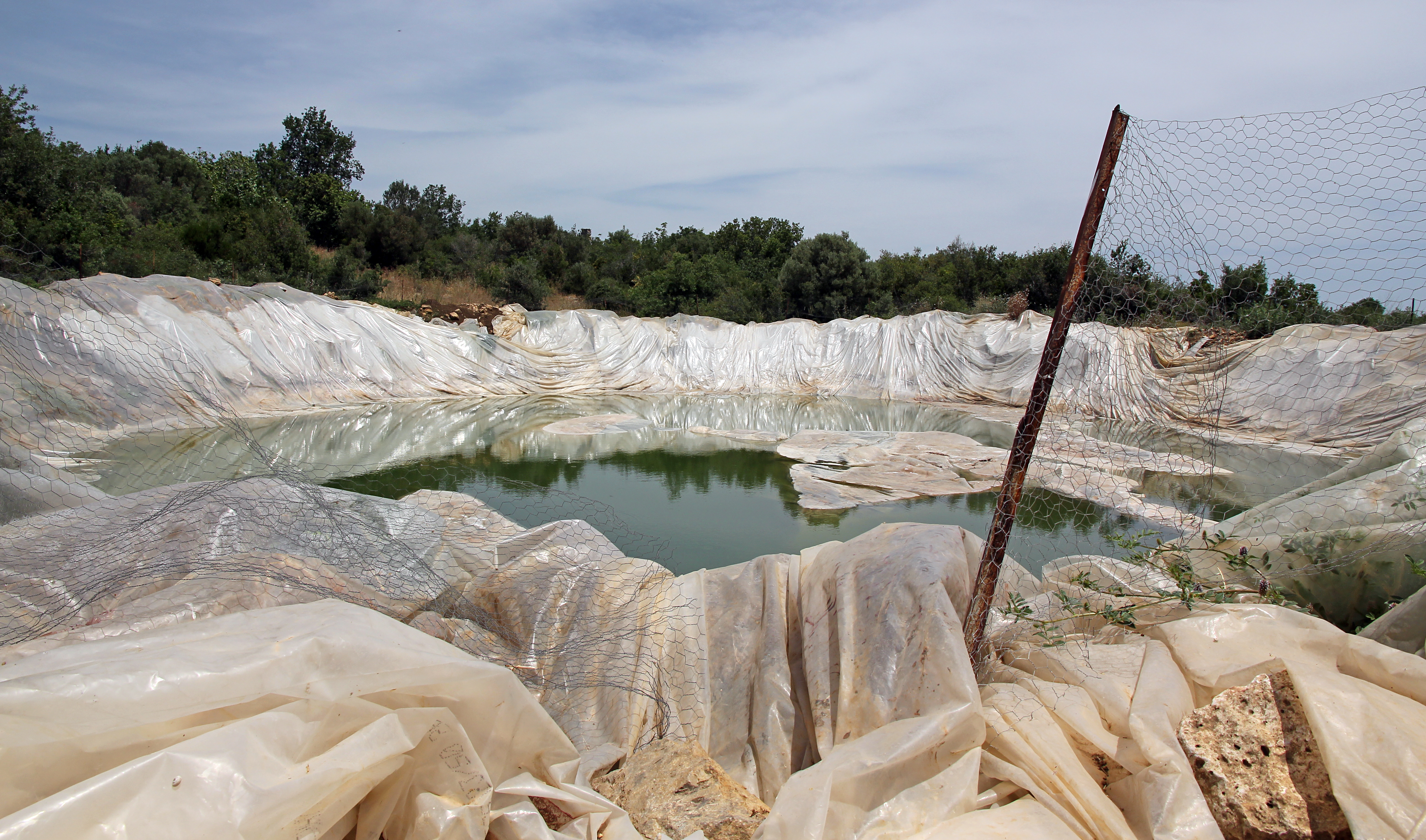
Karsteinbruch, heute Wasserspeicher